# Phaonia rufiventris
Phaonia rufiventris este o specie de muște din genul Phaonia, familia Muscidae. A fost descrisă pentru prima dată de Giovanni Antonio Scopoli în anul 1763. Conform Catalogue of Life specia Phaonia rufiventris nu are subspecii cunoscute.